# Хирота, Мидзуто
Мидзуто Хирота (яп. 廣田瑞人; род. 5 мая 1981, Исахая, Нагасаки) — японский боец смешанного стиля, представитель лёгкой и полулёгкой весовых категорий. Выступает на профессиональном уровне с 2005 года, известен по участию в турнирах таких бойцовских организаций как UFC, Shooto, World Victory Road, Strikeforce, Rizin FF, Deep и др. Владел титулами чемпиона World Victory Road и Deep. Финалист бойцовского реалити-шоу Road to UFC: Japan.

## Биография
Мидзуто Хирота родился 5 мая 1981 года в городе Исахая префектуры Нагасаки, Япония.
В молодости занимался боксом и сумо, становился чемпионом Японии среди любителей в обеих этих дисциплинах.
Дебютировал в смешанных единоборствах на профессиональном уровне в феврале 2005 года в японской организации Shooto. Одержал здесь шесть побед подряд, после чего оспорил вакантный титул чемпиона Shooto Pacific Rim в полусредней весовой категории, но единогласным решением судей уступил другому претенденту Такаси Накакуре.
Начиная с 2008 года сотрудничал с крупным промоушеном World Victory Road, участвовал здесь в гран-при лёгкого веса — на стадии четвертьфиналов благополучно прошёл американца Райана Шульца, тогда как в полуфинале по очкам проиграл соотечественнику Кадзунори Ёкоте. В конечном счёте удостоился права оспорить титул чемпиона Sengoku — выиграл техническим нокаутом у Сатору Китаоки и забрал чемпионский пояс себе. Также в это время Хирота завоевал и защитил титул чемпиона небольшой организации Cage Force.
На предновогоднем турнире Dynamite!! 2009 встретился с Синъей Аоки, уже в первом раунде попался на болевой приём, но сдаваться отказался, в результате Аоки сломал ему руку, и была зафиксирована техническая сдача. Из-за этой серьёзной травмы Хирота не мог защищать титул чемпиона Sengoku.
В 2011 году, восстановившись от травмы, Мидзуто Хирота завоевал титул чемпиона Deep, который позже успешно защитил.
В 2012 году отметился выступлением в США в крупной американской организации Strikeforce, уступив единогласным решением Пэту Хили.
Поскольку вскоре Strikeforce прекратил своё существование в связи с поглощением Ultimate Fighting Championship Хирота вместе с некоторыми другими бойцами перешёл к новому владельцу — при этом принял решение спуститься в полулёгкую весовую категорию. В 2013 году он провёл в октагоне UFC два боя и оба проиграл: бразильцам Рани Яхья и Родригу Дамму. На этом его сотрудничество с организацией подошло к концу.
Вернувшись на родину, в 2014 году Хирота выиграл три боя в промоушене Deep.
В 2015 году стал одним из восьми бойцов полулёгкого веса, принявших участие в реалити-шоу Road to UFC: Japan. Благополучно прошёл первых двоих соперников по турнирной сетке, тогда как третий финальный поединок против Тэруто Исихары закончился ничьей. По окончании турнира было объявлено, что оба бойца получат возможность подписать контракт с UFC.
Второе пришествие Хироты в UFC приходится на 2016—2018 годы, на сей раз он выиграл у Коула Миллера, но проиграл таким бойцам как Александр Волкановски, Росс Пирсон, Кристос Гиагос (в двух последних боях выступал в более привычном для себя лёгком весе).
В июле 2019 года выступил на турнире японской организации Rizin Fighting Federation, потерпев поражение нокаутом от Роберту ди Соузы.

## Статистика в профессиональном ММА
| Боёв 31  | Побед 18 | Поражений 11 |
| -------- | -------- | ------------ |
| Нокаутом | 10       | 1            |
| Сдачей   | 0        | 1            |
| Решением | 8        | 9            |
| Ничьи    | 2        | 2            |

| Результат | Рекорд  | Соперник              | Способ                     | Турнир                                           | Дата             | Раунд | Время | Место                  | Примечание                                                   |
| --------- | ------- | --------------------- | -------------------------- | ------------------------------------------------ | ---------------- | ----- | ----- | ---------------------- | ------------------------------------------------------------ |
| Поражение | 18-11-2 | Роберту ди Соуза      | KO (удары руками)          | Rizin 17                                         | 28 июля 2019     | 1     | 3:05  | Сайтама, Япония        |                                                              |
| Поражение | 18-10-2 | Кристос Гиагос        | Единогласное решение       | UFC Fight Night: dos Santos vs. Tuivasa          | 2 декабря 2018   | 3     | 5:00  | Аделаида, Австралия    |                                                              |
| Поражение | 18-9-2  | Росс Пирсон           | Единогласное решение       | UFC 221                                          | 11 февраля 2018  | 3     | 5:00  | Перт, Австралия        | Вернулся в лёгкий вес.                                       |
| Поражение | 18-8-2  | Александр Волкановски | Единогласное решение       | UFC Fight Night: Lewis vs. Hunt                  | 11 июня 2017     | 3     | 5:00  | Окленд, Новая Зеландия |                                                              |
| Победа    | 18-7-2  | Коул Миллер           | Единогласное решение       | UFC on Fox: VanZant vs. Waterson                 | 17 декабря 2016  | 3     | 5:00  | Сакраменто, США        |                                                              |
| Ничья     | 17-7-2  | Тэруто Исихара        | Раздельное решение         | UFC Fight Night: Barnett vs. Nelson              | 27 сентября 2015 | 3     | 5:00  | Сайтама, Япония        | Финал турнира Road to UFC: Japan.                            |
| Победа    | 17-7-1  | Ким Кё Хва            | TKO (удары)                | Deep: Dream Impact 2014: Omisoka Special         | 31 декабря 2014  | 2     | 0:33  | Сайтама, Япония        |                                                              |
| Победа    | 16-7-1  | Масакадзу Иманари     | TKO (удары руками)         | Deep: 69 Impact                                  | 26 октября 2014  | 2     | 1:38  | Токио, Япония          |                                                              |
| Победа    | 15-7-1  | Дайсукэ Накамура      | Единогласное решение       | Deep: 66 Impact                                  | 29 апреля 2014   | 3     | 5:00  | Токио, Япония          |                                                              |
| Поражение | 14-7-1  | Родригу Дамм          | Раздельное решение         | UFC on Fuel TV: Nogueira vs. Werdum              | 8 июня 2013      | 3     | 5:00  | Форталеза, Бразилия    |                                                              |
| Поражение | 14-6-1  | Рани Яхья             | Единогласное решение       | UFC on Fuel TV: Silva vs. Stann                  | 3 марта 2013     | 3     | 5:00  | Сайтама, Япония        | Дебют в полулёгком весе.                                     |
| Поражение | 14-5-1  | Пэт Хили              | Единогласное решение       | Strikeforce: Rockhold vs. Kennedy                | 14 июля 2012     | 3     | 5:00  | Портленд, США          |                                                              |
| Победа    | 14-4-1  | Сэити Икэмото         | Единогласное решение       | Deep: 57 Impact                                  | 18 февраля 2012  | 3     | 5:00  | Токио, Япония          | Защитил титул чемпиона Deep в лёгком весе.                   |
| Победа    | 13-4-1  | Кацунори Кикуно       | Единогласное решение       | Deep: 55 Impact                                  | 26 августа 2011  | 3     | 5:00  | Токио, Япония          | Выиграл титул чемпиона Deep в лёгком весе.                   |
| Поражение | 12-4-1  | Синъя Аоки            | Техническая сдача (захват) | Dynamite!! The Power of Courage 2009             | 31 декабря 2009  | 1     | 2:17  | Сайтама, Япония        |                                                              |
| Победа    | 12-3-1  | Сатору Китаока        | TKO (удары коленями)       | World Victory Road Presents: Sengoku 9           | 2 августа 2009   | 4     | 2:50  | Сайтама, Япония        | Выиграл титул чемпиона Sengoku в лёгком весе.                |
| Победа    | 11-3-1  | Мицухиро Исида        | TKO (удары руками)         | Shooto: Shooto Tradition Final                   | 10 мая 2009      | 1     | 1:33  | Токио, Япония          |                                                              |
| Ничья     | 10-3-1  | Кацуя Иноуэ           | Ничья                      | GCM: Cage Force EX                               | 28 февраля 2009  | 3     | 5:00  | Сайтама, Япония        | Защитил титул чемпиона Cage Force в лёгком весе.             |
| Поражение | 10-3    | Кадзунори Ёкота       | Единогласное решение       | World Victory Road Presents: Sengoku 6           | 1 ноября 2008    | 3     | 5:00  | Сайтама, Япония        | Полуфинал гран-при Sengoku в лёгком весе.                    |
| Победа    | 10-2    | Райан Шульц           | KO (удар супермена)        | World Victory Road Presents: Sengoku 4           | 24 августа 2008  | 2     | 4:25  | Сайтама, Япония        | Четвертьфинал гран-при Sengoku в лёгком весе.                |
| Победа    | 9-2     | Томонари Каномата     | TKO (удары руками)         | GCM: Cage Force 6                                | 5 апреля 2008    | 1     | 1:00  | Токио, Япония          | Выиграл титул чемпиона Cage Force в лёгком весе.             |
| Победа    | 8-2     | Джонни Фрейчи         | TKO (удары руками)         | Cage Force EX Eastern Bound                      | 11 февраля 2008  | 2     | 0:08  | Токио, Япония          |                                                              |
| Победа    | 7-2     | До Ги Син             | KO (удары руками)          | Cage Force 5                                     | 1 декабря 2007   | 1     | 0:16  | Токио, Япония          |                                                              |
| Поражение | 6-2     | Гандзё Тэнцуку        | Единогласное решение       | Shooto: Shooting Disco 2: The Heat Rises Tonight | 5 августа 2007   | 3     | 5:00  | Токио, Япония          |                                                              |
| Поражение | 6-1     | Такаси Накакура       | Единогласное решение       | Shooto: Back To Our Roots 1                      | 17 февраля 2007  | 3     | 5:00  | Иокогама, Япония       | Бой за титул чемпиона Shooto Pacific Rim в полусреднем весе. |
| Победа    | 6-0     | Дзин Кадзета          | Единогласное решение       | Shooto: The Devilock                             | 12 мая 2006      | 3     | 5:00  | Токио, Япония          |                                                              |
| Победа    | 5-0     | Данило Черман         | Единогласное решение       | Shooto: The Victory of the Truth                 | 17 февраля 2006  | 3     | 5:00  | Токио, Япония          |                                                              |
| Победа    | 4-0     | Кабуто Кокагэ         | Единогласное решение       | Shooto: 12/17 in Shinjuku Face                   | 17 декабря 2005  | 2     | 5:00  | Токио, Япония          |                                                              |
| Победа    | 3-0     | Ёсихиро Кояма         | Единогласное решение       | Shooto: 9/23 in Korakuen Hall                    | 23 сентября 2005 | 2     | 5:00  | Токио, Япония          |                                                              |
| Победа    | 2-0     | Комэй Окада           | TKO (удары руками)         | Shooto: 6/3 in Kitazawa Town Hall                | 3 июня 2005      | 1     | 4:56  | Токио, Япония          |                                                              |
| Победа    | 1-0     | Масааки Ямамори       | TKO (удары руками)         | Shooto: 2/6 in Kitazawa Town Hall                | 6 февраля 2005   | 2     | 1:27  | Токио, Япония          |                                                              |